# Nymphon rubrum
Nymphon rubrum är en havsspindelart som beskrevs av Hodge, G. 1865. Nymphon rubrum ingår i släktet Nymphon och familjen Nymphonidae. Inga underarter finns listade i Catalogue of Life.